# Alfa Romeo 911AF
Il 911AF è stato un modello di filobus prodotto dall'Alfa Romeo dal 1959 al 1960.
Furono prodotti 5 esemplari snodati per la rete filoviaria di Milano, e 23 a due assi per quella napoletana. Le vetture allestite per il capoluogo meneghino ebbero scarso successo a causa dell'inadeguata robustezza e delle prestazioni deludenti. Qui vennero utilizzati per il servizio ausiliario e furono tolti dal servizio nel 1980.

## Carrozzerie ed esemplari prodotti
Le versioni prodotte per l'ATM di Milano furono:
- Carrozzata da Stanga-TIBB: 5 esemplari snodati costruiti dal 1959 al 1960;

Le versioni prodotte per la rete filoviaria di Napoli furono:
- Carrozzata da Aerfer: 23 esemplari due assi costruiti nel 1959;

## Caratteristiche tecniche
- Vetture per ATM- Milano: la propulsione era fornita da due motori TIBB tipo GLM 1304c, che erogavano 160 CV di potenza ognuno. L'avviamento era automatico SACf (TIBB). La posizione del volante era a destra. Vetture per Napoli: motore OCREN L336/C tetrapolare da 151 HP con avviatore automatico EPN-2.